# Altopedaliodes pasicles
Altopedaliodes pasicles is een vlinder uit de onderfamilie Satyrinae van de familie Nymphalidae. De wetenschappelijke naam van de soort is, als Pronophila pasicles, voor het eerst geldig gepubliceerd in 1872 door William Chapman Hewitson.